# Red Prince
 (février 2018).

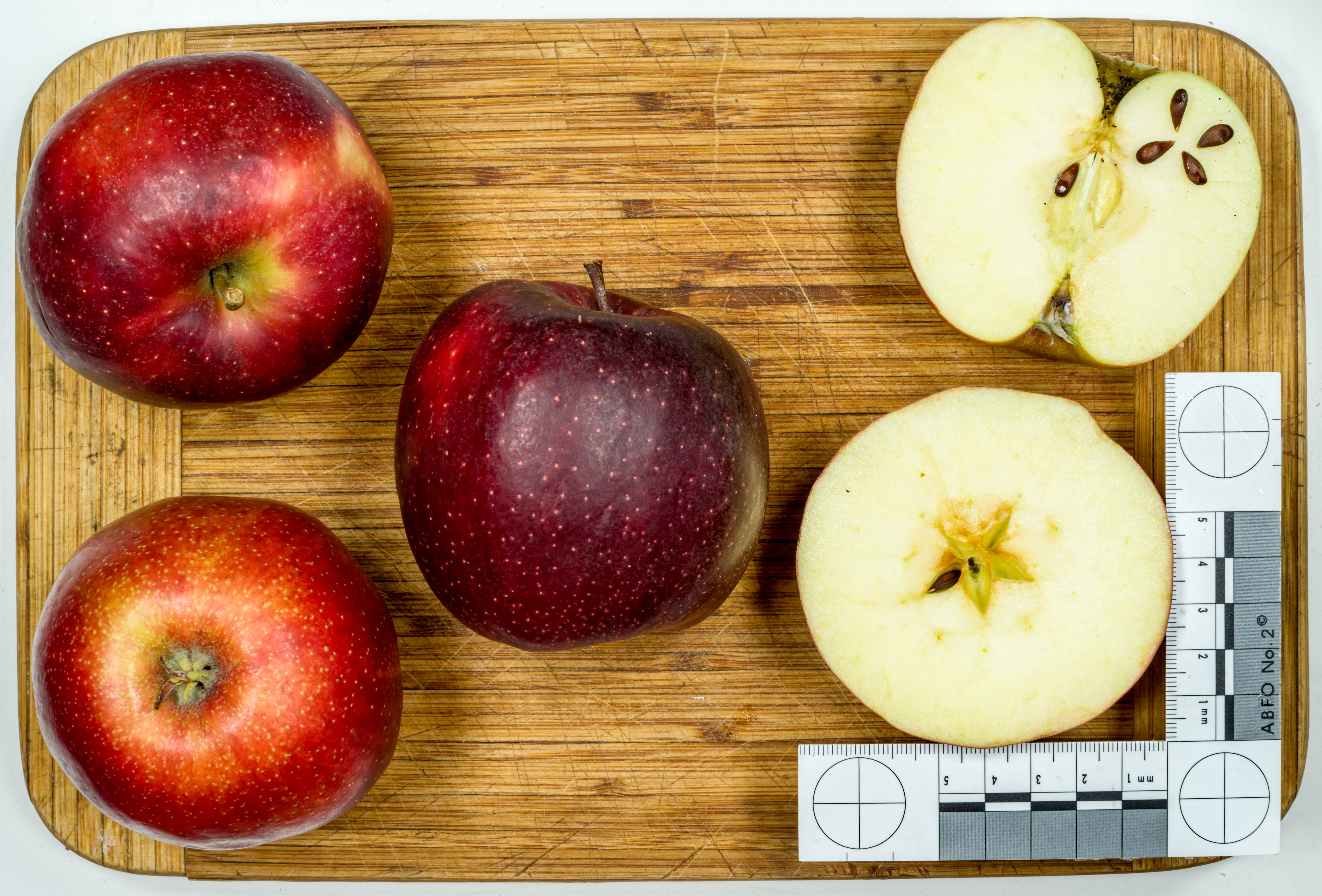

La Red Prince est un cultivar de pomme provenant de la ville de Weert aux Pays-Bas. Il s'agit d'un croisement entre la Golden Delicious et la Red Jonathan. La Red Prince tire son nom de sa couleur rouge et du nom de famille de celui qui l'a découverte, un dénommé Princen. La Red Prince est une pomme d'hiver, c'est-à-dire qu'elle est récoltée à l'automne, mais son goût est alors trop acidulé et elle doit donc être entreposée à froid pendant trois mois pour diminuer son acidité.